# Gò mộ

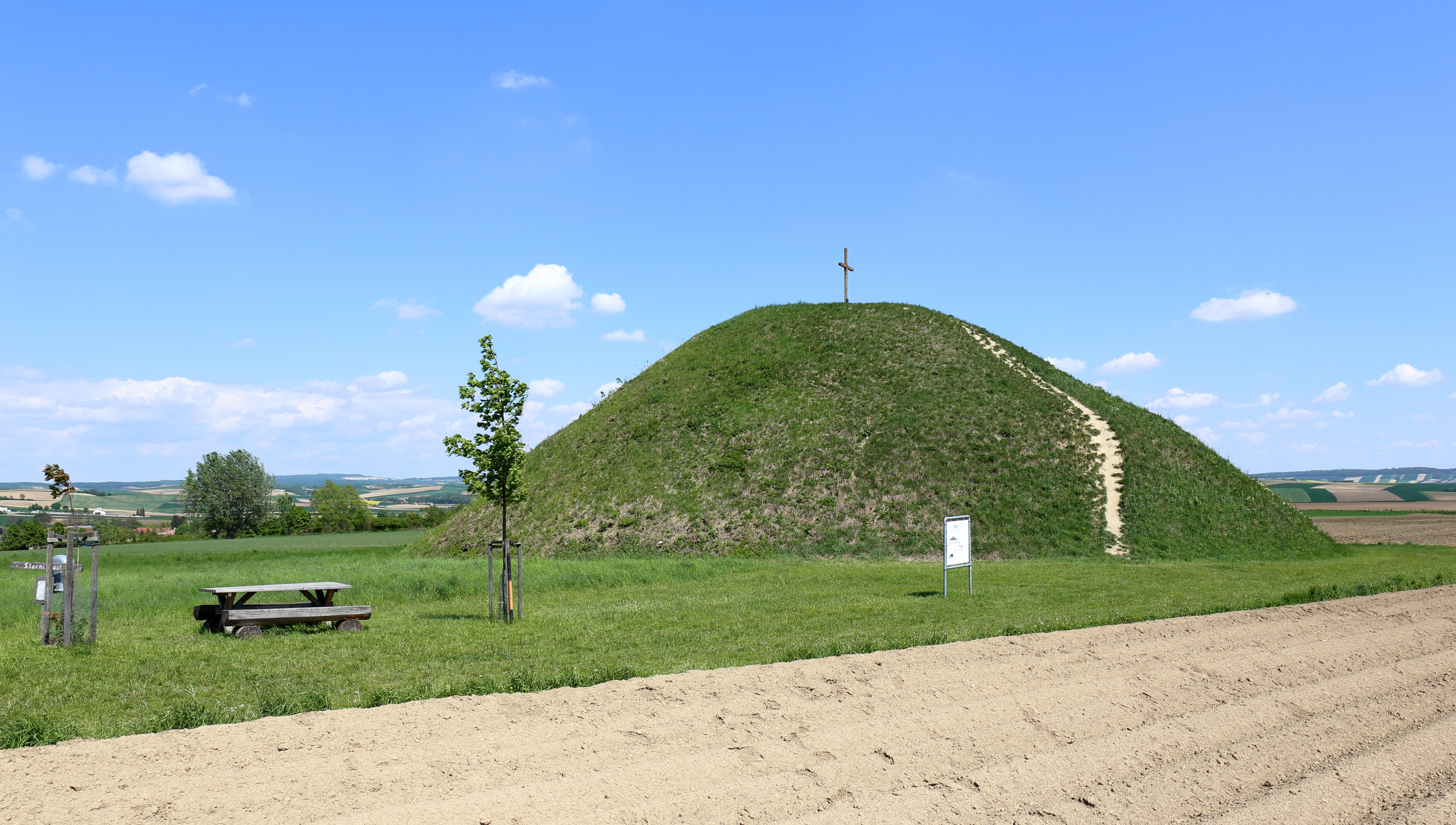
Gò mộ tại Großmugl, Áo, lập khoảng 450 năm trước công nguyên

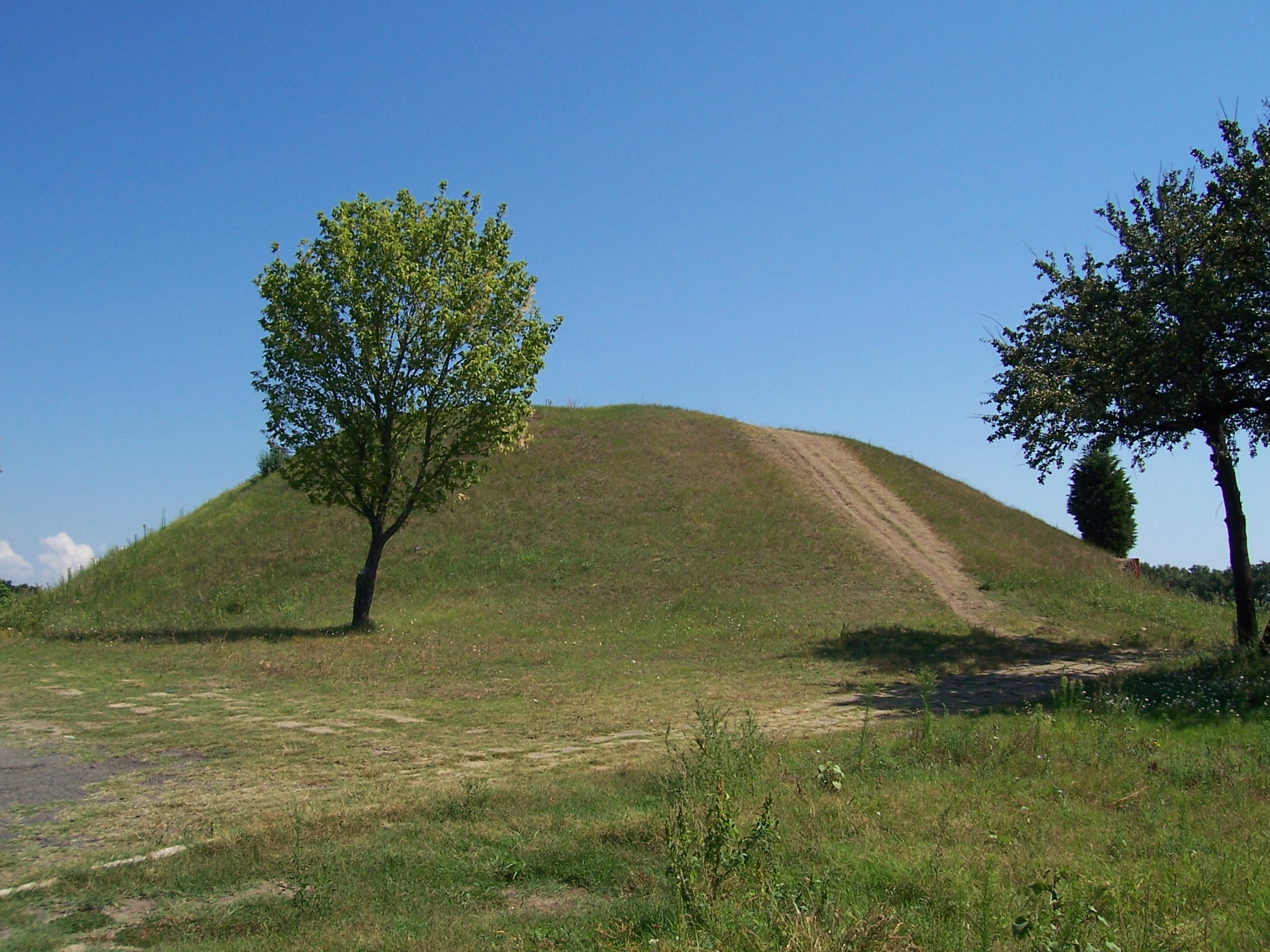
Đồi mộ người Thracia gần Pomorie, Bulgaria

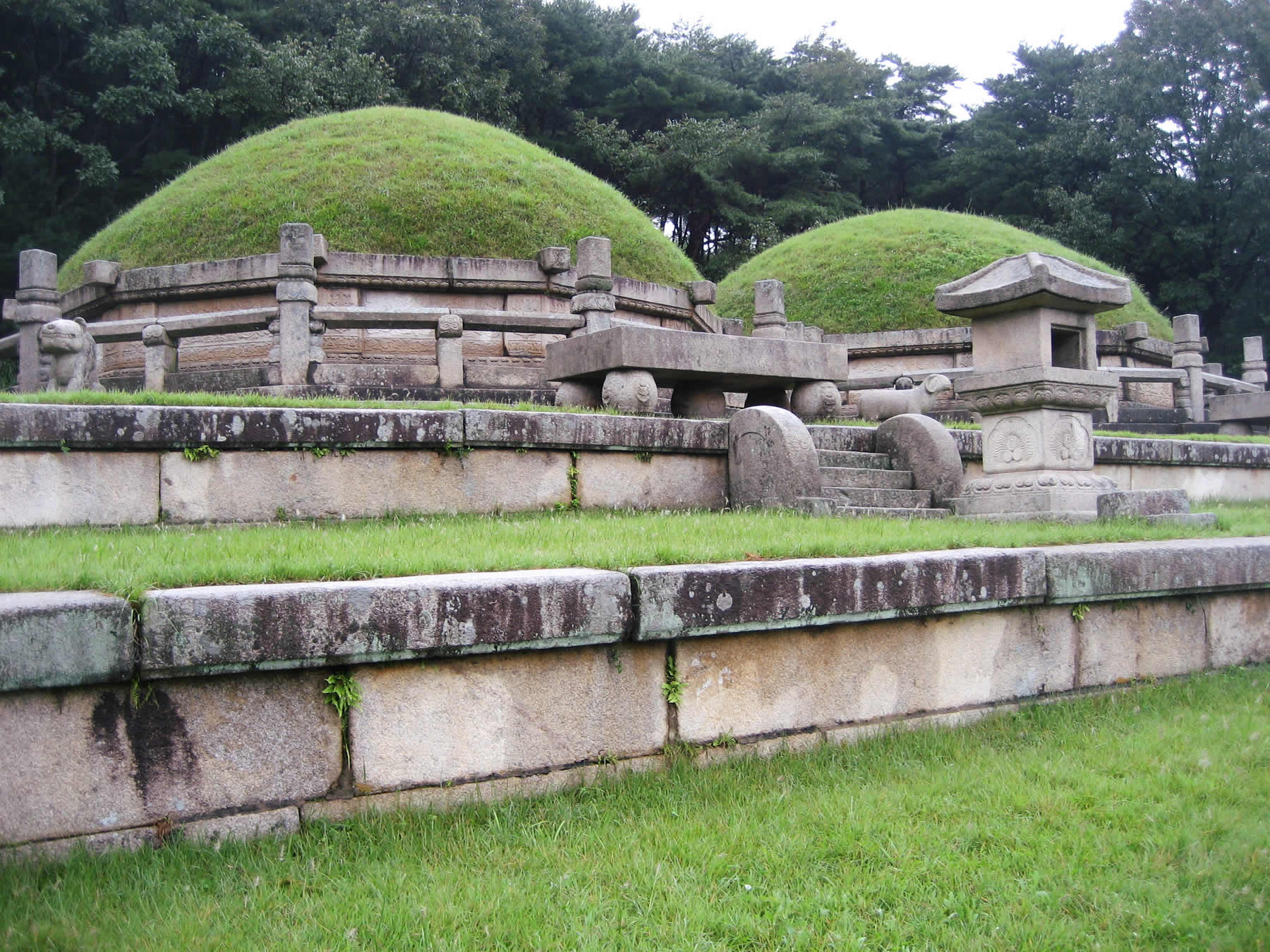
Lăng mộ Cung Mẫn vương ở huyện Kaepung, Triều Tiên

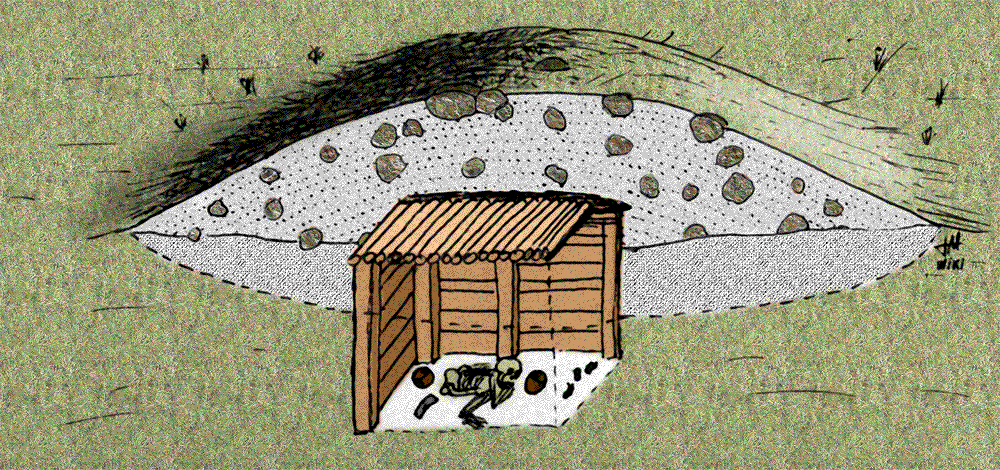
Sơ đồ mặt cắt ngang của kurgan và gian phòng đặt mộ nhân tạo hoàn toàn dưới lòng đất.

Gò mộ, gò mả hay còn gọi là nấm mộ, nấm mồ, đồi mộ hoặc Tumulus là một gò đất và đá được nâng lên trên một hoặc nhiều ngôi mộ, hoặc mô đất đắp trên mả,  có thể được tìm thấy trên khắp thế giới. Còn được gọi là kurgan (ở Siberia và Trung Á).

## Từ nguyên
Từ tumulus (số nhiều tumuli, trong tiếng Latin có nghĩa là 'gò đất' hay 'ngọn đồi nhỏ', bắt nguồn từ gốc Ấn-Âu nguyên thủy. 
Kurgan là thuật ngữ Turk cho gò mộ.